# Gokak Falls
Gokak Falls è una città dell'India di 10.042 abitanti, situata nel distretto di Belgaum, nello stato federato del Karnataka. In base al numero di abitanti la città rientra nella classe IV (da 10.000 a 19.999 persone). Prende nome dalle cascate di Gokak.

## Geografia fisica
La città è situata a 16° 10' 54 N e 74° 49' 37 E.

## Società

### Evoluzione demografica
Al censimento del 2001 la popolazione di Gokak Falls assommava a 10.042 persone, delle quali 5.117 maschi e 4.925 femmine. I bambini di età inferiore o uguale ai sei anni assommavano a 1.163, dei quali 607 maschi e 556 femmine. Infine, coloro che erano in grado di saper almeno leggere e scrivere erano 7.293, dei quali 4.161 maschi e 3.132 femmine.